# Toutafonlive
Albums de Les Wampas
Trop précieux
(1996) Chicoutimi
(1998)
Toutafonlive est le premier album live du groupe de rock français Les Wampas, enregistré à Saint-Germain-en-Laye à la Clef l'Eclipse et paru en novembre 1996.

## Liste des titres
1. Trop précieux (2:59)
2. C'est facile de se moquer (2:57)
3. Les poissons (2:02)
4. Paolo (2:54)
5. Gisèle (2:26)
6. L'éternel (3:30)
7. Yeah yeah (1:49)
8. Puta (1:29)
9. Tataratatata (1:39)
10. Les bottes rouges (3:30)
11. Le ciel est un océan (2:53)
12. Comme un ange (qui pleure) (3:45)
13. Le costume violet (4:47)
14. Ce soir c'est Noël (2:21)
15. Petite fille (3:19)
16. Wampas (1:53)
17. Les îles au soleil (Ios) (8:05)
18. C'est l'amour (2:25)
19. Quelle joie le rock'n'roll (3:12)
20. I Need The Rock'n'Roll (2:05)
21. J'ai quitté mon pays (3:48)
22. Bambalem n'gheo (2:40)